# Лоик, Кристофер
Кристофер Джоребон Лоик (англ. Christopher Jorebon Loeak; род. 11 ноября 1952, Аилинглапалап, Маршалловы Острова) — маршалльский государственный и политический деятель, президент Маршалловых островов с 10 января 2012 года по 11 января 2016 года.

## Юность
Кристофер Лоик родился на острове Аилинглапалап, Маршалловы Острова. Его родной язык — маршалльский. Окончив школу в своей стране, Лоик уехал в США получать высшее образование. Здесь он окончил два университета — Гонзага и Гавайский тихоокеанский.

## Политическая деятельность
Лоик был избран в Законодательное собрание Маршалловых Островов в 1985 году как представитель Аилинглапалапа. С 1988 по 1992 год он был министром юстиции в кабинете президента Амата Кабуа. В 1992 году он стал министром социальных услуг и занимал этот пост до смерти президента в 1996 году. Когда новым главой государства был избран Имата Кабуа, Лоик стал министром образования. Он занимал эту должность в течение двух лет. В 1998 году Лоик получил должность главы цепи островов Ралик, а через год стал помощником президента.
В 2007 году Лоик стал спикером в Законодательном собрании, а после избрания главой государства Литоквы Томеинга вернулся к должности помощника президента. Продолжал свою политическую деятельность и после объявления вотума недоверия Томеинге и избрания Джуреланга Зедкайи. 19 января 2012 года Лоик стал президентом Маршалловых Островов. Он был избран парламентом, получив 21 голос против 11, отданных за Зедкайю.
В течение своей деятельности Лоик принимал активное участие в парламентских дебатах, посвящённых образованию, здравоохранению, безопасности страны и охране окружающей среды. В 2013 году он поднял проблему изменения климата, могущую привести к катастрофическим последствиям для островов. В свободное время Лоик любит заниматься рыбалкой и садоводством, а также играть в теннис.